# Mors tua vita mea
La locuzione latina Mors tua vita mea, di origine medioevale, significa morte tua, vita mia (o: la tua morte (è) la mia vita).
Al di là del tono drammatico del senso letterale, tale espressione si usa quando all'interno di una competizione o nel tentativo di raggiungere un traguardo ci può essere un solo vincitore: il detto indica cioè che il fallimento di uno costituisca requisito indispensabile per il successo di un altro.
Viene comunemente usata per descrivere efficacemente un comportamento connotato da caratteri opportunistici.